# 멀라이언

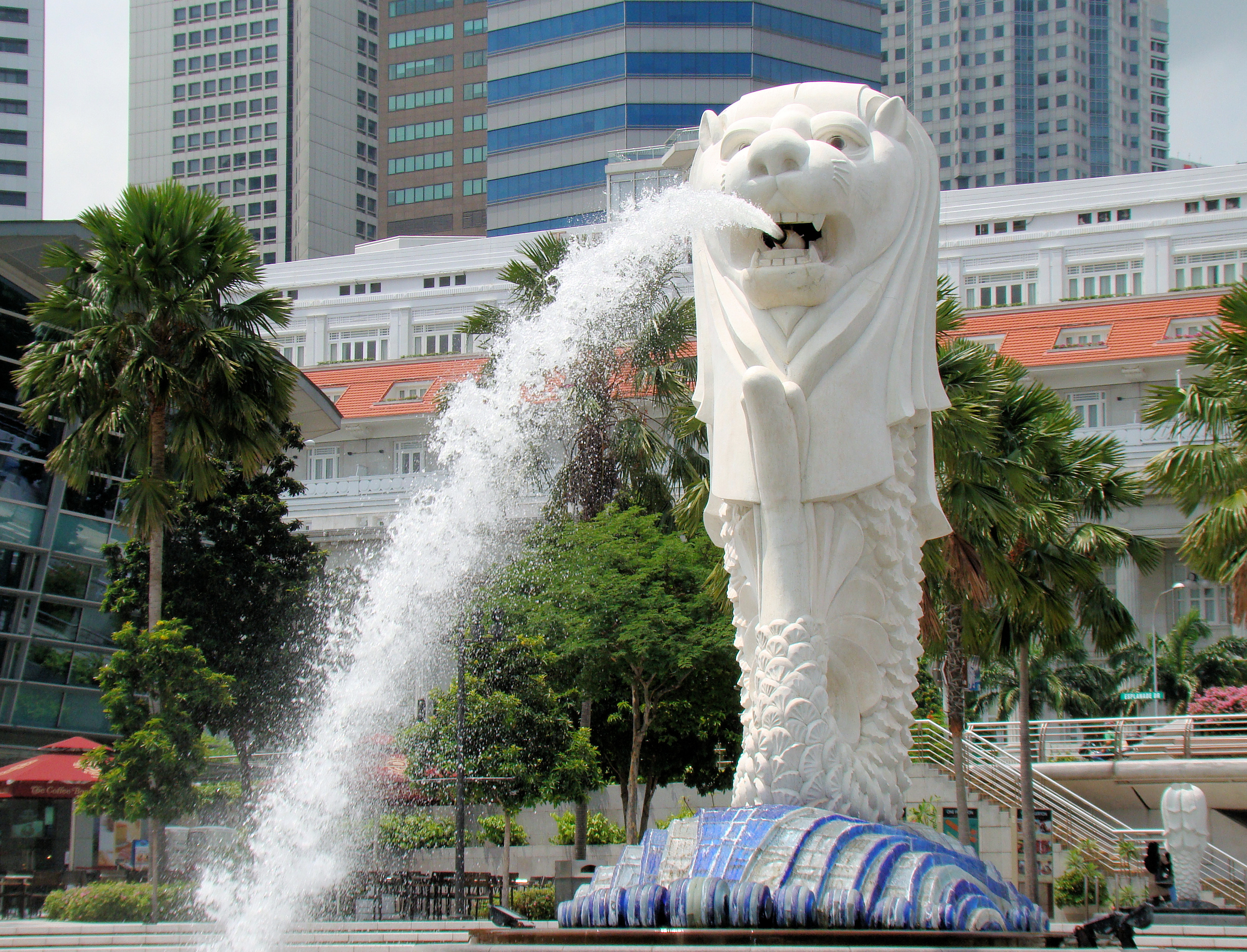
머라이언파크의 멀라이언 상. 관광객에게 가장 널리 알려진 싱가포르의 아이콘이다.

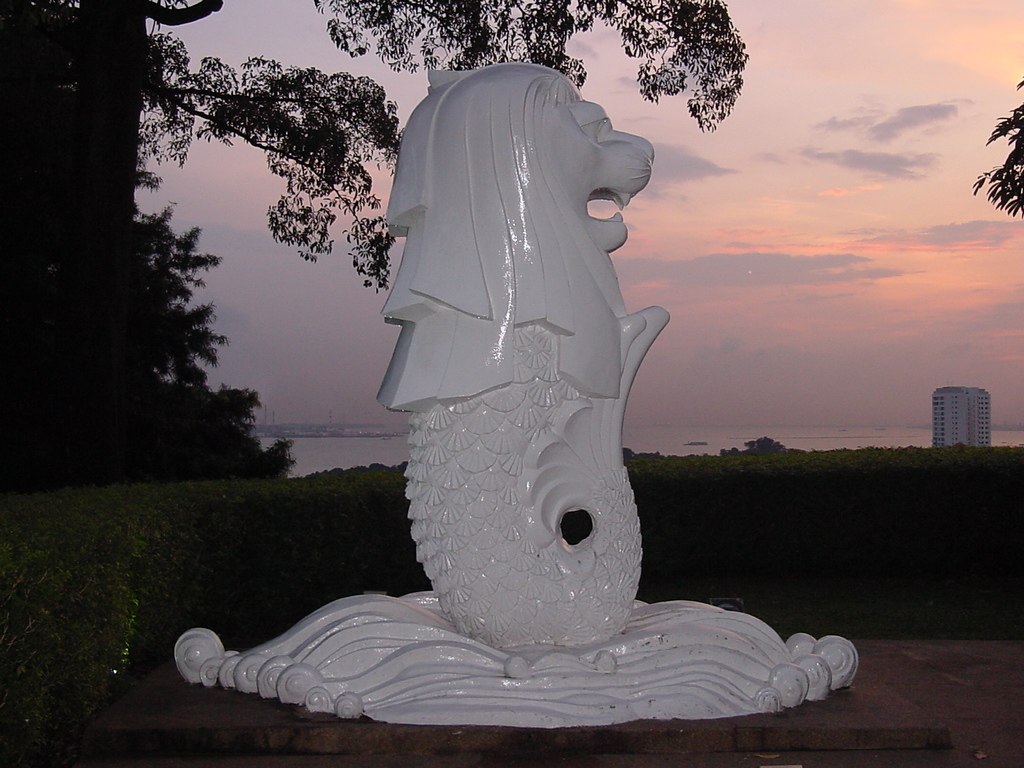
마운트 페이버의 멀라이언 상.

멀라이언(Merlion, 말레이어: Singa-Laut 싱아라웃[*])은 싱가포르의 상징물로서 상반신은 사자, 하반신은 물고기의 모습을 한 가공의 동물이다. ‘Merlion’은 ‘lion’(사자)에 'mermaid'(인어)를 합성한 단어이다. 하반신의 물고기는 항구 도시를 상징하여 고대 싱가포르를 ‘트마섹’(Temasek, 자바어로 “바닷가 마을”)이라고 칭한 것에서 유래하며, 상반신의 사자는 싱가포르의 말레이어 국호 ‘싱아푸라’(Singapura)의 어원인 산스크리트어 सिंहपुर (siṃhá-pura, “사자의 도시”)로부터 유래한다.
이 상징물은 특산품 위원회 회원이자 반 클리프 수족관의 관장이었던 브루너 프레이저가 싱가포르여유국(Singapore Tourism Board, STB)의 로고로서 디자인한 것으로, 1964년 3월 26일부터 1997년까지 사용되었다. 멀라이언은 1966년 7월 20일부터 싱가포르여유국의 트레이드마크가 되었다. 1997년 그 로고가 바뀐 후에도 멀라이언이 사라지는 것을 막으려는 움직임이 계속되었다.
현재 멀라이언은 싱가포르의 대표적인 상징물이며, 각종 기념품에서도 자주 볼 수 있다.

## 멀라이언 상
싱가포르의 멀라이언 상 중 아래 다섯 개만이 STB로부터 승인받았다.
- 멀라이언 공원에 위치한 오리지널 멀라이언.
- 오리지널 뒤에 숨은 2미터 짜리.
- 센토사섬에 있는 37미터 짜리 거대 복제품. 9층의 입부분과 꼭대기, 멀라이언 샵에는 조망대가 있다.
- Tourism Court의 3미터짜리 glazed한 폴리마블 상. 1995년 완공되었다.
- 마운트 페이버에 있는 3미터짜리 폴리마블 상.

## 같이 보기
- 인어
- 반어인